# Nahor (fill de Tèrah)
|  | Aquest article tracta sobre el fill de Tèrah. Vegeu-ne altres significats a «Nahor». |

Nahor o Nacor (en hebreu נָחֹור בן-תָּרַח Nahor ben Térah i en àrab Nakhour ibn Tarikh) és un personatge del Gènesi que és fill de Tèrah (i per tant net d'un anterior Nahor). Era germà d'Abraham i Haran, i casat amb la seva neboda Mildà filla d'Haran. Amb ella va tenir:
- Us, el seu primogènit
- Buz
- Quemuel
- Quèssed
- Hazó
- Pildaix
- Idlaf
- Betuel, pare de Rebeca, l'esposa del patriarca Isaac i mare d'Esaú i Jacob.

Amb la seva concubina anomenada Reüma, va infantar:
- Tèbah
- Gàham
- Tàhaix
- Maacà